# Alfred Apau Oteng-Yeboah
'Alfred Apau Oteng-Yeboah (1946) es un botánico y taxónomo ghanés. Es especialista en la familia Cyperaceae.

## Biografía
Desarrolla actividades académicas en el Dto. de Botánica, Universidad de Ghana, en Acra.
Ha realizado excursiones botánicas en África, sobre todo en su país, Ghana, Benín, y Kenia. Asimismo, también por el oeste de Asia, incluyendo, entre otros, Yemen, y en Europa (Reino Unido), donde es investigador del Museo de Historia Natural de Londres. A lo largo de su carrera como recolector, ha trabajado con Phillip G. Archer, Henk Jaap Beentje, Susan Carter, David John Goyder, Harry Hall, Heidrun Hartmann, John Jacob Lavranos, Sigrid Schumann, Paul Mutuku Musili, Gilfrid Powys, SA Robertson y Gordon Douglas Rowley.
En 1968, obtuvo su B.Sc. por la Universidad Keniata; y en 1972, el doctorado por la de Edimburgo. Publica habitualmente en Notes from the Royal Botanic Garden, Edinburgh.

## Algunas publicaciones
- j.a. Parrotta, r.l. Trosper, m. Agnoletti, v. Bocharnikov, s. Feary, m. Gabay, c. Gamborg, j. García Latorre, a. Laletin, lim hin Fui, l. Jinlong, a. Oteng-Yeboah, m. Pinedo-Vásquez, r.s. Ramakrishnana, y. Yeo-Chang. 2012. Traditional Knowledge contributes to sustaining forests and biocultural diversity. Bois et Foret Des Tropiques 312 (2) Editorial 1-7

- a. Asase, a.a. Oteng-Yeboah. 2012. An ethnobotanical inventory of plants used in Wechiau Community Hippopotamus Sanctuary in Ghana. Ethnobotany Res. and Applications

- ----------, -----------------------, g.t. Odamtten, m.s.j. Simmondsb. 2005. Ethnobotanical study of some Ghanaian antimalarial plants. J Ethnopharmacol 99: 273-279

- a.a. Oteng-Yeboah, e.o. Afreh, c. Dei Amoah, r.k. Bamfo. 2001. Mining in Forest Reserves in Ghana: a report of a 4-member Technical Committee visit to 5 forest Reserves. Forestry Commission Acra, Ghana

### Libros
- a.a. Oteng-Yeboah, p. Kwapong, m.a. Cobblah, r. Smith, c.h.c. Lyal. 2010. Assessing Taxonomic Needs in Ghana. CSIR-Ghana, Natural History Museum and Bionet-INTERNATIONAL

- -----------------------. 2007. The philosophical foundations of biophysical resources. en Gyasi, E.A., Kranjac-Berisavljevic, G., Blay, E.T Oduro, W. (eds.) Managing Agrobiodiversity the traditional way: Lessons from West Africa in sustainable use of biodiversity and related natural resources. UN Univ. Press, Tokio, Japón

- -----------------------, j.m. Wright. 1990. Biometry for Development pp. 151-166 ICIPE Sci. Press Nairobi

- -----------------------, kit Tan. 1986. Cyperaceae-Cyperoideae in Turkey. In PH.Davis (ed.) Flora of Turkey 9: 32-72, Edinburgh Univ. Press

## Honores
- 1969 - 1970: académico de la UNESCO de la Universidad de Edimburgo
- 1970 - 1972: becario del Gobierno de Ghana en la Universidad de Edimburgo
- julio hasta diciembre de 1975: académico de la UNESCO al curso Consejo Británico de Recursos en Educación Superior, Londres
- julio-diciembre de 1991: beca para una investigación de 6 meses en el Departamento de "Ecología Botánica de la Universidad de Upsala, Suecia, Instituto Sueco (SI)

### Membresías
- 1972: Sociedad linneana de Londres (FLS)[3]
- marzo de 1995: Instituto de Biología de Ghana
- La abreviatura «Oteng-Yeb.» se emplea para indicar a Alfred Apau Oteng-Yeboah como autoridad en la descripción y clasificación científica de los vegetales.[5]